# Jürgen Haffer
Jürgen Haffer (* 9. Dezember 1932 in Berlin; † 26. April 2010 in Essen) war ein deutscher Geologe, Paläontologe, Ornithologe und Biograph.
Haffer studierte Geologie, Paläontologie und Biologie in Göttingen und Freiburg. Er promovierte 1957 an der Universität Göttingen und war von 1957 bis 1988 als Geologe und Exploration Manager in Südamerika, den USA, Iran, Ägypten und Norwegen tätig. Seine nebenberuflichen Arbeitsgebiete waren außer Biogeographie die Artbildung und Systematik der Vögel.
Er schrieb die erste detaillierte Biographie über Ernst Mayr und war Mitautor über Leben und Werk von Erwin Stresemann. Haffer war Autor zahlreicher ornithologischer Schriften wie zum Beispiel Die „Stresemannsche Revolution“ in der Ornithologie des frühen 20. Jahrhunderts oder Über Superspezies bei Vögeln.
Anhand seiner Studien über die amazonische Vogelfauna verfasste er mehrere Arbeiten zur neotropischen Ornithologie und wandte die Theorie der eiszeitlichen Rückzugsräume auf die Entstehung der enorm großen Biodiversität der Regenwälder des Amazonasbeckens an. Zu Beginn des 21. Jahrhunderts stellte sich allerdings heraus, dass die Refugientheorie zur Begründung der Artenvielfalt nicht ausreicht.

## Ehrungen und Dedikationsnamen
1975 wurde er mit der William-Brewster-Medaille der American Ornithologists’ Union ausgezeichnet. Er bekam den Preis für seine Reihe ausgezeichneter Publikationen zur Ornithogeographie Südamerikas. Die Gründe für die Auszeichnung werden vom Entscheidungsgremium wie folgt zitiert:

„Für die meisten Kontinente dieser Welt ist grundlegende Bestandsaufnahme über lebende Vögel gemacht und das Verbreitungsgebiet der meisten Arten ist detailliert beschrieben. Die Studenten der Zoogeographie und Klassifizierung haben deshalb zufriedenstellendes Material als Basis für ihre analytische und synthetische Arbeit zur Verfügung. Paradoxerweise stimmt dies nicht für einen Kontinent, der eine der artenreichsten Avifaunen überhaupt besitzt - Südamerika. Selbst heute noch werden wichtige Gebiete Südamerikas ornithologisch zum ersten Mal erforscht, neue Arten werden entdeckt und Karten über Verbreitungsgebiete werden beständig aktualisiert. Trotzdem existiert ein riesiger Berg unkoordinierter Information über südamerikanische Vögel, die auf eine ernsthafte Analyse warten. In einer Reihe brillanter Artikel, die in einem bedeutenden Monograph, der vom Nuttall Ornithological Club publiziert wurde, gipfelte, hat der Geologe Jürgen Haffer Standards für zukünftige Studien der Ornithographie Südamerikas gesetzt. Er stütze sich auf bestehendes Wissen über die geologische Geschichte Südamerikas und dem genauen Wissen in der Literatur der Ornithologie, Geologie und Evolutionstheorie. In dem er dieses mit seiner eigenen Feldforschung in den Neotropen verband, hat er eine detaillierte und plausible Rekonstruktion der geologischen, klimatologischen und evolutionären Ereignisse erstellt. Aus ihnen sind die augenblicklichen komplexen Verbreitungsschemen über Vögel aus den Anden- und des Amazonasregionen entstanden. Geradezu als Zusatzprodukt entstand eine Änderungsstudie über neotropische Vogelfamilien wie Schnurrvögel (‘Pipridae’), Glanzvögel (‘Galbulidae’), Tukane (‘Ramphastidae’) und Trogone (‘Trogonidae’), die ein wichtiger Beitrag dafür darstellten, dass sie heute ihre eigene Beachtung in der Literatur haben. Die Brewster-Medaille des Jahres 1975 geht zu Recht an Jürgen Haffer, der eine neue Ära der Geschichte der Ornithologie der Neotropen eröffnet hat. Hierzu zählen beispielsweise Avifauna of Northwestern Columbia, South America, Avian speciation in tropical South America: with a systematic survey of the toucans (Ramphastidae) and jacamars (Galbulidae) oder Speciation in Colombian forest birds west of the Andes.“

1999 erhielt er für seine Arbeit Artkonzepte in der Vogelsystematik den Ornithologenpreis der Deutschen Ornithologen-Gesellschaft (DO-G).
2013 wurde Haffer zu Ehren die neue Blaurabenart Cyanocorax hafferi aus dem brasilianischen Bundesstaat Amazonas benannt. Im selben Jahr stellten Morton L. Isler, Robb T. Brumfield und Gustavo A. Bravo die Gattung Hafferia aus der Familie der Ameisenvögel auf.

## Werke (Auswahl)
- Ornithology, Evolution, and Philosophy: The Life and Science of Ernst Mayr 1904–2005.
- Erwin Stresemann (1889–1972) – Leben und Werk eines Pioniers der wissenschaftlichen Ornithologie. (Mitautor)
- Avifauna of Northwestern Colombia, South America.
- Secondary Contact Zones of Birds in Northern Iran.
- Avian Speciation in Tropical South America – With a Systematic Survey of the Toucans (Ramphastidae) and Jacamars (Galbulidae).
- Speciation in Amazonian Forest Birds. In: Science, Band 165, Nr. 3889, 1969, S. 131–137, doi:10.1126/science.165.3889.131
- Handbuch der Vögel Mitteleuropas (15 Bände) Glutz von Blotzheim, U. N. & Bauer, K. (1966 – 1998) (Mitwirkender – unter anderem Biogeographie, Systematik und Taxonomie)